# Strobilanthes flexicaulis
Strobilanthes flexicaulis är en akantusväxtart som beskrevs av Bunzo Hayata. Strobilanthes flexicaulis ingår i släktet Strobilanthes och familjen akantusväxter. Utöver nominatformen finns också underarten S. f. tashiroi.

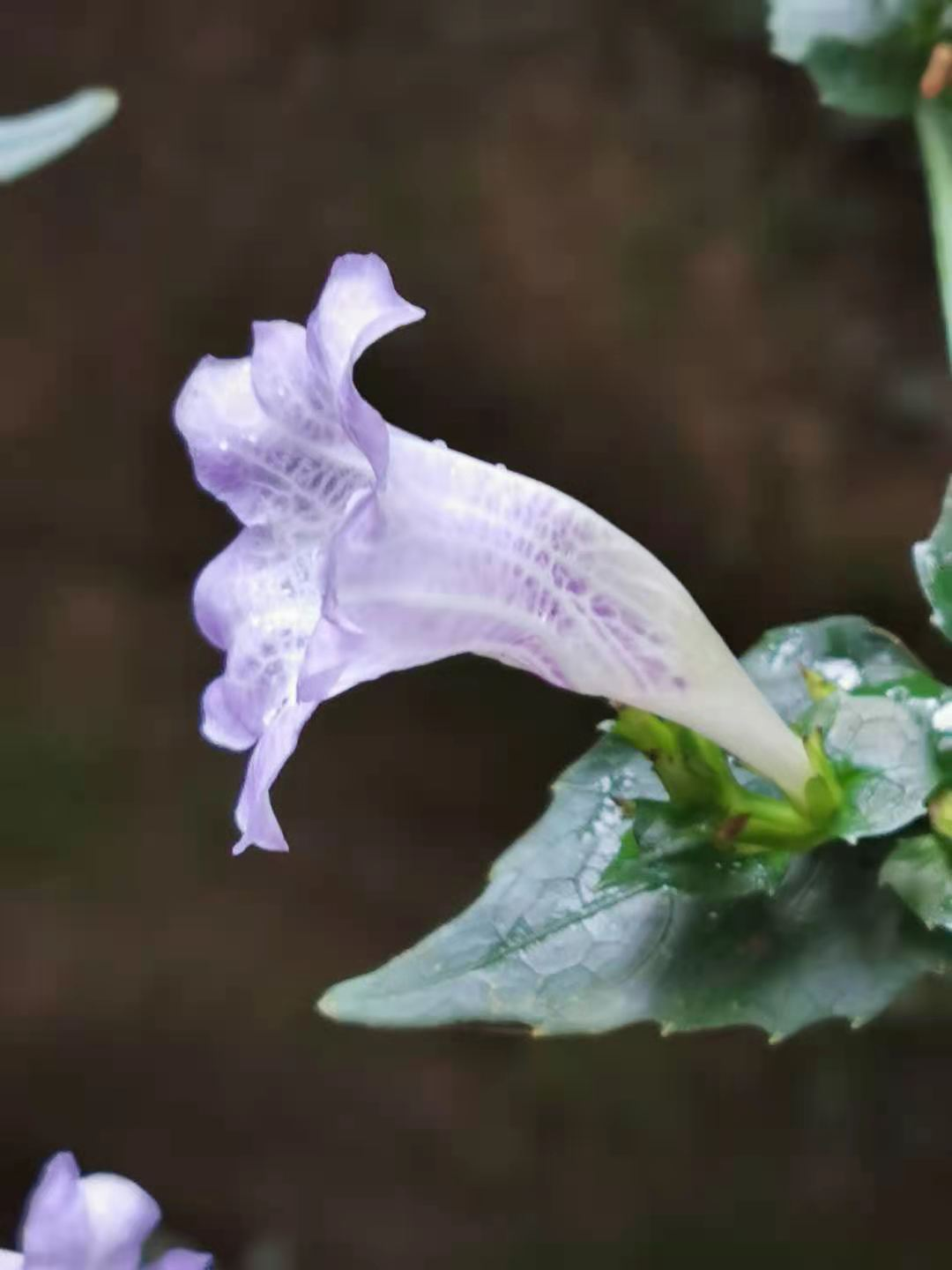
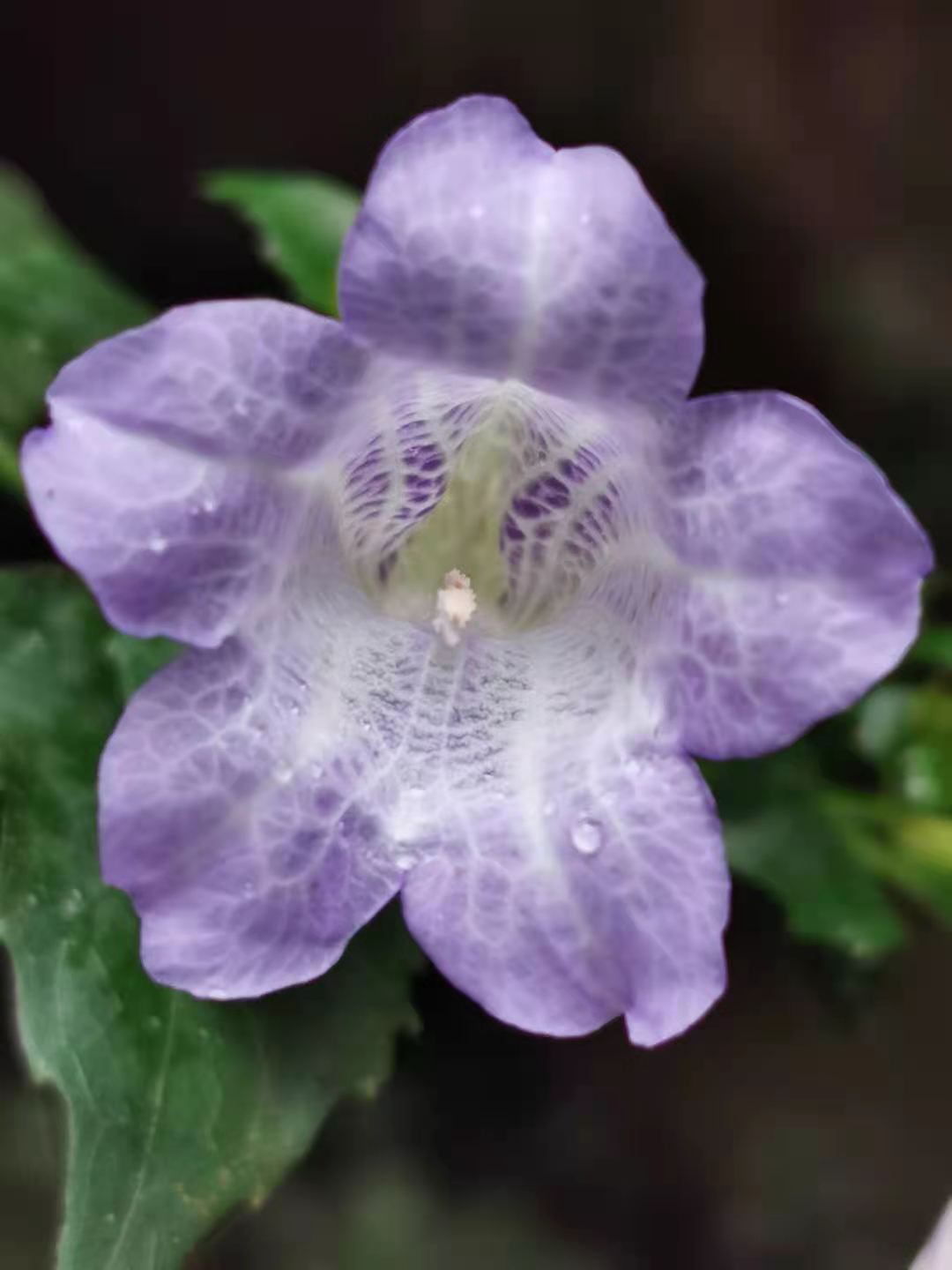
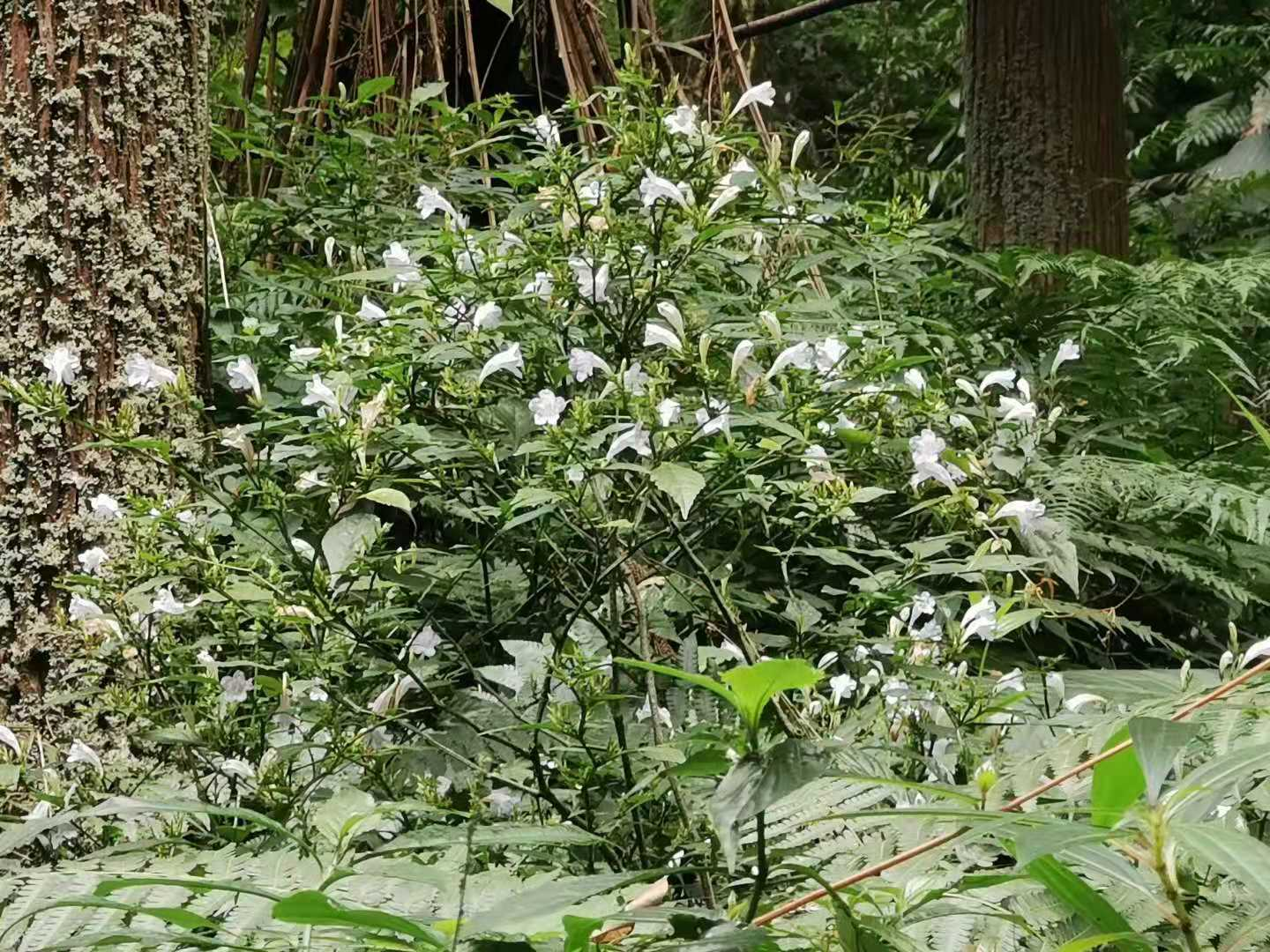